# Prajnaparamita

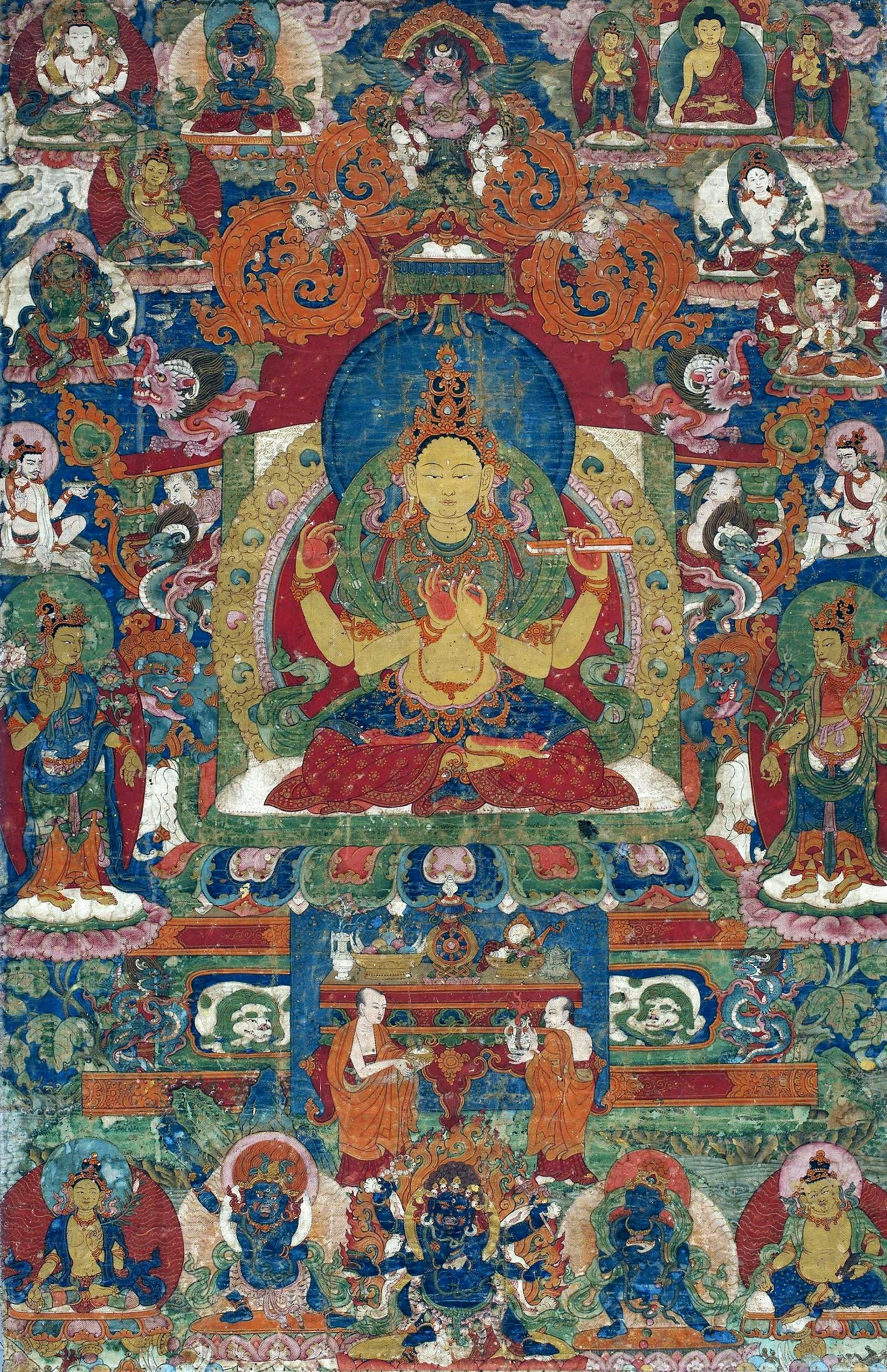
Thangka with Prajnaparamita

Prajñāpāramitā (sanscrită: प्रज्ञापारमिता, în traducere Perfecțiunea Înțelepciunii) este conceptul central al budismului Mahāyāna. Practica Perfecțiunii Înțelepciunii este elucidată și descrisă în Sutrele Prajñāpāramitā, o serie de scrieri realizate de budiștii indieni de-a lungul unei perioade de peste 1000 de ani, între anul 100 î. e.n. și 1100 e.n. În aceste texte, prajna (înțelepciunea), ca parte a căii nobile cu opt brațe, devine paramita (perfecțiunea) cea mai înaltă și principala cale de a atinge Nirvana, prin înțelegerea naturii iluzorii a tuturor fenomenelor lumești și transcedente.

## Scurtă istorie
Perioada principală în care s-a scris Prajñāpāramitā  a fost între anul 100 î.e.n și 150 e.n. Cea mai cunoscută lucrare din acest interval este  Astasahasrika Prajnaparamita (Prajnaparamita în Opt Mii de Versuri), considerată de către savanții occidentali a fi cel mai vechi text din Sutrele Prajñāpāramitā.  Prima traducere în chineză a acestei lucrări a apărut în anul 179. Mai târziu au fost scrise variante prescurtate ale textului, printre care se numără și Sutra Diamantului ( Vajracchedikā Prajñāpāramitā Sūtra), conform cercetătorilor vestici. Prin contrast cu această teorie, oamenii de știință japonezi plasează cronologic Sutra Diamantului înaintea textului  Astasahasrika Prajnaparamita.
Comentariile la Prajñāpāramitā enumeră șase texte originare și unsprezece texte prescurtate, derivate din primele. Dimensiunile diferite ale scrierilor se explică prin încercarea de a le adapta la nivelul de înțelegere al auditoriului. În vreme ce existau texte mai puține și mai scurte pentru cei cu o înțelegere redusă, pentru un bodhisattva textele Prajñāpāramitā erau în număr de opt :
- Śatasāhasrikā  (100,000 versuri)
- Pañcaviṃśatisāhasrikā  (25,000 versuri)
- Aṣṭadaśasāhasrikā  (18,000 versuri)
- Aṣṭasāhasrikā  (8,000 versuri)
- Sārdhadvisāhasrikā (2500 versuri)
- Saptaśatikā (700 versuri)
- Pañcaśatikā' (300 versuri)
- Triśatikā/Sutra Diamantului (150 versuri)

Pe lângă acestea, există și versiuni de 14 și 25 de versuri, precum Sutra Inimii (Prajñāpāramitā Hṛdaya), considerat a fi cel mai răspândit și cunoscut  dintre textele budiste.

## Traduceri în limba română
- Prajna Paramita Sutra, traducere: Alin Tocaciu, Editura Herald, Colecția Princeps, București, 2012, 400 p., ISBN 978-973-111-338-8